# Sorman

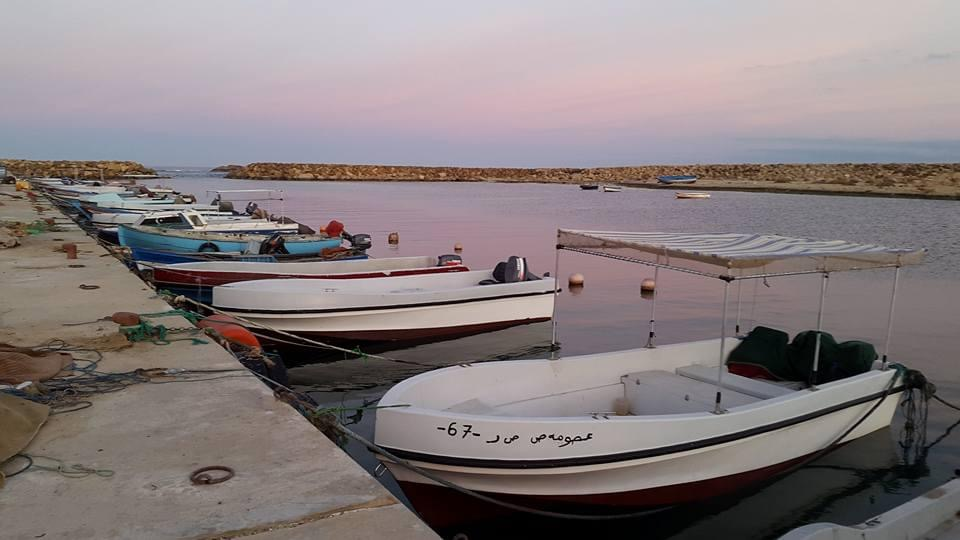

Surman (ˈsɝːmən; scritto anche Sorman o Serman; arabo: صرمان, romanizzato: ṣurmān lingue berbere: ⵙⵓⵕⵎⴰⵏ) è una città nell'ex regione della Tripolitania nella Libia nordoccidentale, situata a 60 km (37 miglia) a ovest di Tripoli, sulla costa mediterranea. La sua popolazione è di circa 100.000 abitanti.

## Storia
Il 10 giugno 1940 era sede del 50º Stormo.

## Geografia

### Clima
Il clima della città è secco, con una temperatura media di 22 °C. Luglio è il mese più caldo; Dove la temperatura media sale a 32 gradi Celsius mentre il mese più freddo è gennaio quando la temperatura media è di 12 gradi Celsius. La precipitazione media è di 288 mm all'anno. Dicembre è il mese più piovoso, con una media di 60 mm di precipitazioni, mentre luglio è il mese più secco, con una media di 1 mm.

## Economia
La città si è guadagnata il posto di uno dei più grandi hotspot della Libia in molte aree commerciali.